# Bandenwarmer

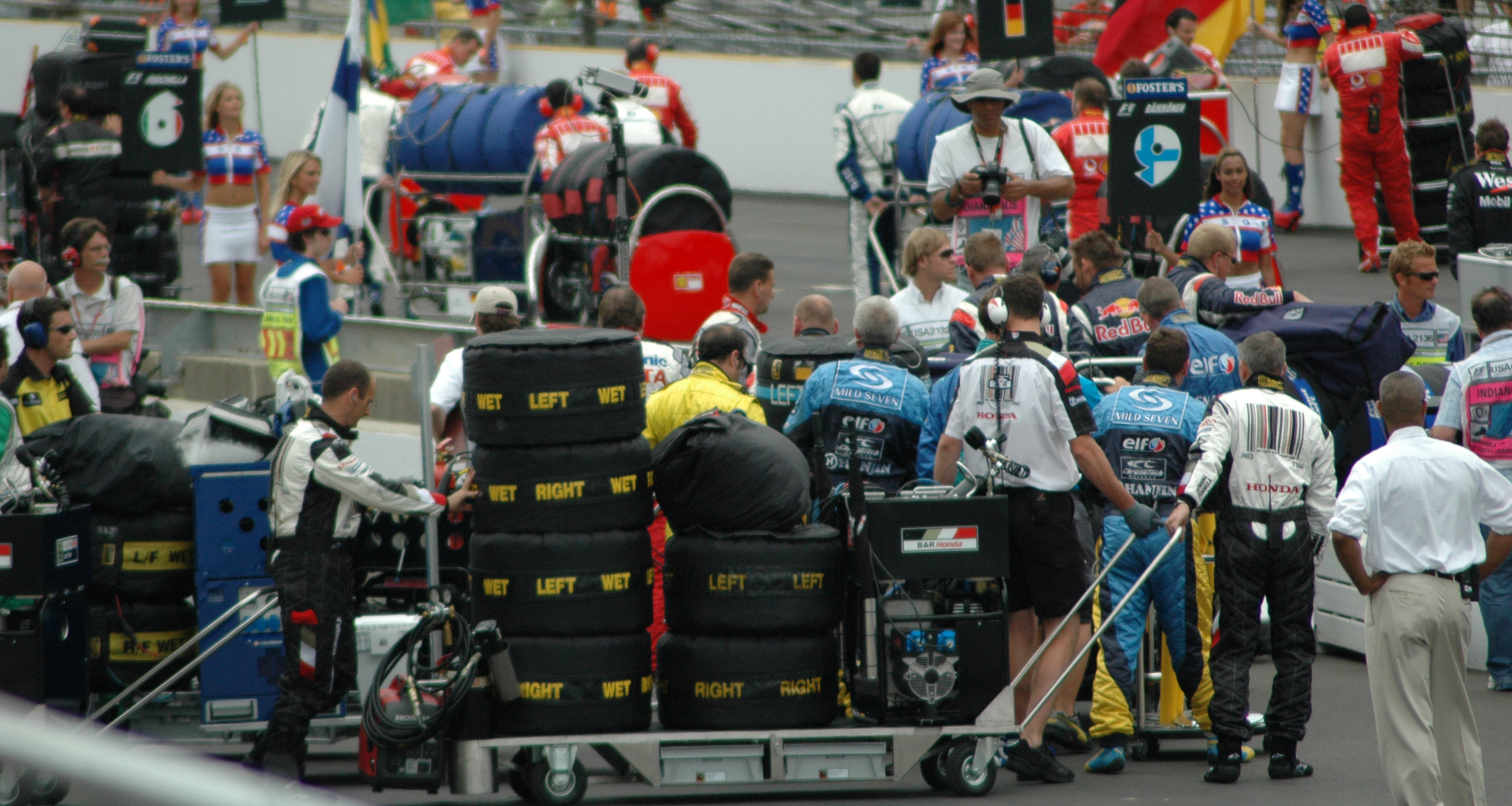
Banden in bandenwarmers voor de start van een Formule 1-race.

Een bandenwarmer is een soort elektrische deken die wordt gebruikt om luchtbanden van racemotoren en raceauto's op te warmen voorafgaand aan een training of een wedstrijd.

## Doel
Alle luchtbanden geven de beste grip als ze hun ideale bedrijfstemperatuur hebben bereikt. Bij normaal straatgebruik is dat nauwelijks van belang, maar in races, waarin de grenzen van de grip worden opgezocht, is de optimale bandentemperatuur erg belangrijk. Als de banden al opgewarmd zijn voor de wedstrijd begint, heeft de coureur daarvan een voordeel.

## Vorm
De bandenwarmer is een langwerpige strip met daarin een elektrisch warmte-element die middels klittenband om de band wordt gemonteerd. Aan de zijkanten wordt de strip met koorden aan weerszijden strak getrokken.

## Werking
Als er zou worden gestart met koude banden, zou de coureur tijdens de race de temperatuur moeten opbouwen tot de ideale werkingstemperatuur. Bij motorfietsen ontstaat die temperatuur bij de voorband voornamelijk door het remmen, bij de achterband door het accelereren en in mindere mate door wat wrijving in de bochten. Bij een auto is de wrijving in bochten veel groter en daarom ook belangrijker. Dat is de reden dat autocoureurs tijdens opwarmronden en safety car-perioden slingeren om hun bandentemperatuur te verhogen of in elk geval zo hoog mogelijk te houden. Het is zelfs mogelijk de voorbanden op te warmen door te remmen en tegelijk gas te geven. Ook de bandenspanning speelt hierbij een rol. Die is zowel bij racemotoren als bij raceauto's tamelijk laag. Daardoor vervormt de band meer waardoor de temperatuur hoger wordt en daarmee ook de bandenspanning. De bandenwarmer verhoogt niet alleen de temperatuur van de lucht in de band, maar ook die van het bandenkarkas en zelfs die van de velg. Om de velgtemperatuur zo hoog mogelijk te houden wordt er bij autoraces nog een ronde plaat aangebracht om de velg tegen afkoeling te beschermen. Deze temperatuur bedraagt 80 tot 100° Celsius en is daarmee altijd lager dan de uiteindelijke bedrijfstemperatuur tijdens de race. Omdat zowel het karkas als de velg al warm zijn, houdt de band zijn hogere temperatuur ook makkelijker tijdens een regenrace, waarbij het water een groot koelend effect heeft.

## Warmtekast
Bij grote Formule 1-teams is het goed mogelijk veel banden tegelijk in bandenwarmers te zetten, omdat de pitboxen erg groot zijn. Motorcoureurs maken soms gebruik van opvouwbare warmtekasten, waarin een beperkt aantal banden en velgen voorverwarmd worden, zodat de opwarmduur in de bandenwarmers (45 à 60 minuten bij koude banden) verkort wordt.

## Verborgen voordelen
Heat soakingHet hele wiel (bandrubber, bandenkarkas en velg) wordt "doordrenkt" (soaked) in warmte. Het warme karkas en de warme velg voorkomen voor een deel dat het rubber warmte kan verliezen, met name in regenraces. Bovendien wordt een warm karkas soepeler.
StikstofvullingAls een voorverwarmde band is gevuld met stikstof, is het bandenspanningsverschil bij het stijgen van de temperatuur minder dan bij een vulling met lucht. Daardoor kan veel beter bepaald worden welke bandenspanning er moet worden toegepast. De lichte stijging van de temperatuur tijdens de race heeft immers minder invloed. Dat vermindert voor de coureur het gripverschil tussen het begin en het vervolg van de race.